# Лейквуд (переписна місцевість, Нью-Джерсі)
Лейквуд (англ. Lakewood) — переписна місцевість (CDP) в США, в окрузі Оушен штату Нью-Джерсі. Населення — 69 398 осіб (2020).

## Географія
Лейквуд розташований за координатами 40°5′38″ пн. ш. 74°12′41″ зх. д. / 40.09389° пн. ш. 74.21139° зх. д. (40.093975, -74.211478).  За даними Бюро перепису населення США в 2010 році переписна місцевість мала площу 18,97 км², з яких 18,33 км² — суходіл та 0,63 км² — водойми.

## Демографія
Згідно з переписом 2010 року, у переписній місцевості мешкало 53 805 осіб у 10 592 домогосподарствах у складі 8914 родин. Густота населення становила 2837 осіб/км².  Було 11226 помешкань (592/км²).
Расовий склад населення:
| - 85,8 % — білих - 4,8 % — чорних або афроамериканців - 0,5 % — азіатів - 0,3 % — корінних американців - 7,4 % — осіб інших рас |

До двох чи більше рас належало 1,2 %. Частка іспаномовних становила 17,7 % від усіх жителів.
За віковим діапазоном населення розподілялося таким чином: 48,4 % — особи молодші 18 років, 47,3 % — особи у віці 18—64 років, 4,3 % — особи у віці 65 років та старші. Медіана віку мешканця становила 19,1 року. На 100 осіб жіночої статі у переписній місцевості припадало 106,8 чоловіків;  на 100 жінок у віці від 18 років та старших — 107,2 чоловіків також старших 18 років.
Середній дохід на одне домашнє господарство  становив 58 395 доларів США (медіана — 37 976), а середній дохід на одну сім'ю — 58 494 долари (медіана — 36 408). Медіана доходів становила 35 445 доларів для чоловіків та 24 239 доларів для жінок. За межею бідності перебувало 39,3 % осіб, у тому числі 45,2 % дітей у віці до 18 років та 17,1 % осіб у віці 65 років та старших.
Цивільне працевлаштоване населення становило 15 715 осіб. Основні галузі зайнятості: освіта, охорона здоров'я та соціальна допомога — 38,2 %, науковці, спеціалісти, менеджери — 10,9 %, роздрібна торгівля — 10,3 %, будівництво — 9,9 %.